# Zełenyj Haj (hromada Prywilne)
Zełenyj Haj (ukr. Зелений Гай) – wieś na Ukrainie, w obwodzie mikołajowskim, w rejonie basztańskim, w hromadzie Prywilne. W 2001 liczyła 7 mieszkańców.